# Indira Gandhi Canal
Indira Gandhi Canal är en kanal i Indien. Den ligger i den norra delen av landet, 300 km nordväst om huvudstaden New Delhi.